# José Tomás de Sousa Martins

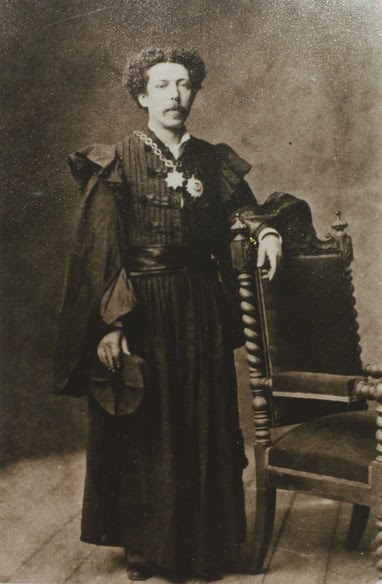
José Tomás de Sousa Martins.

José Tomás de Sousa Martins (Vila Franca de Xira, Alhandra, 7 de marzo de 1843-ibid., 18 de agosto de 1897) fue un médico y científico portugués, conocido por sus esfuerzos en la lucha contra la tuberculosis y por la benevolencia con la que trataba a sus pacientes, que lo elevaron a la categoría de santo laico tras su muerte.

## Biografía
Nació el 7 de marzo de 1843 en la villa de Alhandra, situada a 30 kilómetros de Lisboa. Hijo de Caetano Martins, carpintero de profesión y de Maria das Dores de Sousa Pereira, ama de casa, quedó huérfano de padre a la edad de siete años. Después de completar su educación primaria en su ciudad natal, parte a la capital portuguesa, donde trabajará con su tío materno, Lázaro Joaquim de Sousa Pereira, en la farmacia que regentaba, Farmácia Ultramarina. En 1861 ingresó en la Escuela Médico-Quirúrgica de Lisboa, donde hizo estudios de Medicina que concluyó en 1866 con una disertación titulada O Pneumogástrico Preside a Tonicidade da Fibra Muscular do Coração.
En 1867 se convirtió en socio correspondiente de la Real Academia de las Ciencias de Lisboa así como miembro efectivo de la Sociedad de Ciencias Médicas de Lisboa, institución de la cual fue vicepresidente en 1875 (años más tarde, en 1897 llegaría a ser su presidente). En esa misma institución se destacó además como vocal de la Comisión de Higiene en 1890. 
Sousa Martins se destacó por realizar trabajos de gran importancia en la lucha contra la tuberculosis, enfermedad que ocasionaba constantes brotes epidémicos en ciudades como Lisboa u Oporto, especialmente en los barrios más humildes. En este sentido, también realizó investigaciones sobre la prevención y el tratamiento de los brotes.
Su papel destacado como médico le hizo ser escogido para representar a Portugal en diferentes eventos internacionales del campo de la medicina. Así, representó a su país en la Conferencia Sanitaria Internacional celebrada en Viena en 1874. También fue delegado en la Conferencia Sanitaria Internacional reunida en Venecia en 1897, donde fue elegido vicepresidente. 
Tras su regreso de Venecia, Sousa Martins se encontró enfermo y debilitado, siendo diagnosticado de tuberculosis. Falleció en su ciudad natal de Alhandra, a los 54 años suicidándose mediante inyección de morfina. 

### Expedición científica a la Sierra de la Estrella

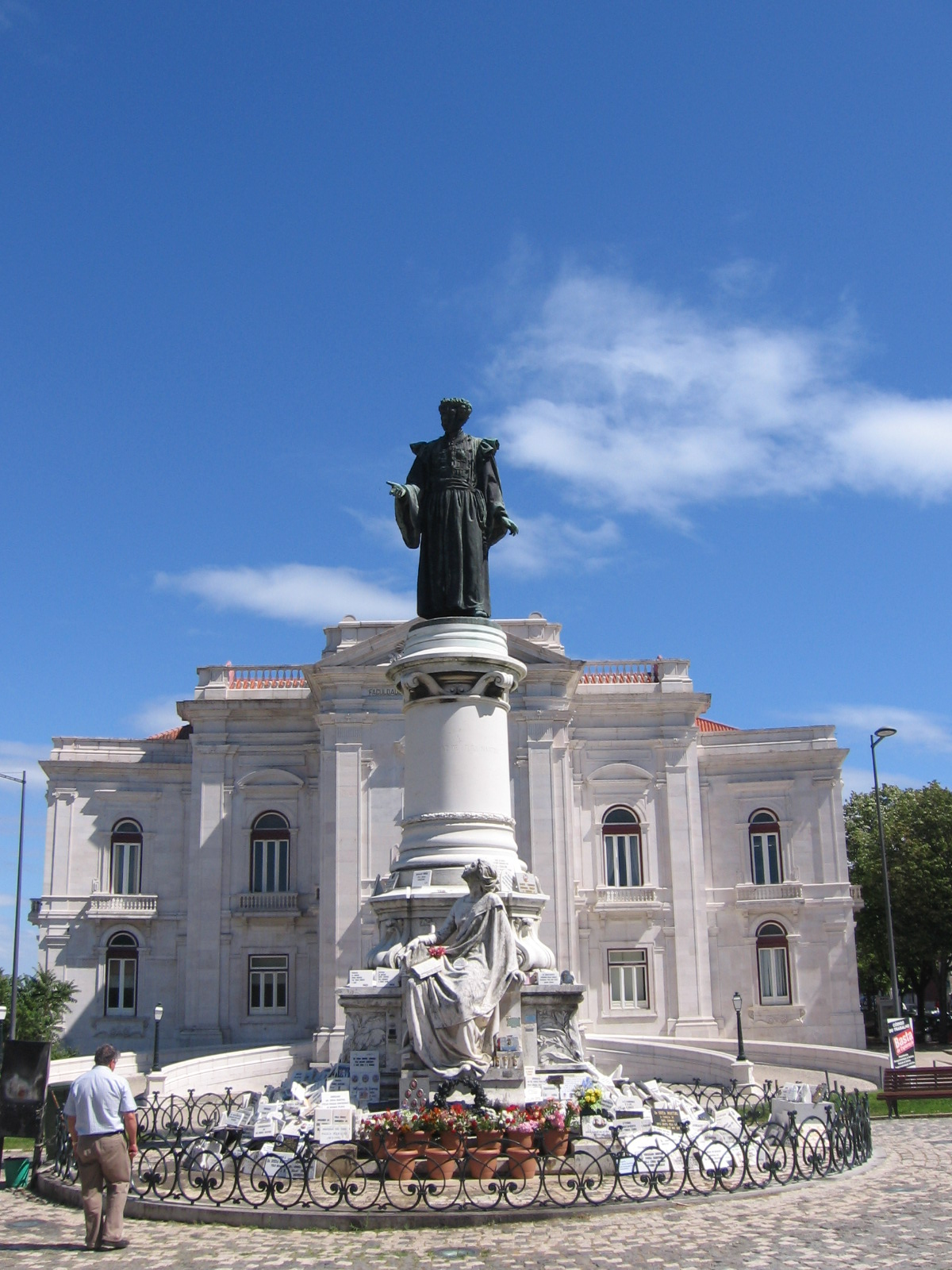
Estatua de José Tomás de Sousa Martins en el Campo de los Mártires de la Patria de Lisboa.

La primera expedición científica a la Sierra de la Estrella —la sierra más occidental del Sistema Central— tuvo lugar en 1881, de la mano de la Sociedad de Geografía de Lisboa, de la cual Sousa Martins era miembro fundador. La zona era para entonces una de las áreas más inhóspitas del país, siendo poco conocida y fuente de numerosas leyendas. Con la expedición, el médico pretendía comprobar los efectos del clima local y de las virtudes de la altitud en la lucha contra la tuberculosis. Sousa Martins promovió la construcción de sanatorios para tratar a los enfermos. Bajo el auspicio de la reina Amelia de Orleans consiguió los fondos necesarios para la construcción de un sanatorio en Guarda, que fue inaugurado en 1907, diez años después de su muerte.

### Legado
Tras su muerte, se erigió una estatua de Sousa Martins en el Campo de los Mártires de la Patria de Lisboa. La estatua tiene una altura de diez metros y fue ejecutada entre 1904 y 1907, año de su inauguración, por el escultor António Augusto da Costa Motta, frente a la Facultad de Ciencias Médicas. El pedestal es cuadrangular y de piedra, sobre el cual se asienta la escultura de bronce que representa al científico portugués vestido con toga de profesor. En la base del monumento se encuentra, en piedra, una figura femenina joven que sostiene un libro abierto, representación alegórica de la ciencia o de la «juventud estudiosa».

## Obras
- O Pneumogástrico, os Antinomiais, a Pneumonia - Memória apresentada à Academia Real das Ciências de Lisboa. Tipografia da Academia Real das Ciências de Lisboa, Lisboa, 1867.
- A Patogenia Vista à Luz dos Actos Reflexos, Tese de Concurso, Tipografia Universal, Lisboa, 1868.
- Patogenia e Célula, 1868.
- Relatório dos Trabalhos da Conferência Sanitária Internacional reunida em Viena em 1874, apresentado pelo delegado português a essa conferência J. T. Sousa Martins. Imprensa Nacional, Lisboa, 1874.
- Relatório dos Trabalhos da Conferência Sanitária Internacional, reunida em Viena, em 1874. Imprensa Nacional, Lisboa, 1874.
- A Medicina Legal no Processo Joana Pereira - Resposta a uma consulta. Imprensa da Universidade, Coímbra, 1878.
- A Febre Amarela Importada pela Barca "Imogene". Tipografia Portuguesa, Lisboa, 1879.
- Os Typhos de Setúbal, Relatório sobre a Memória acerca dos typhos de Setúbal do sr. Dr. Francisco Ayres do Soveral e Parecer sobre essa memória por Sousa Martins. Imprensa Nacional, Lisboa, 1881.
- Movimentos Pupilares Post-Mortem e Intra-Vita. Revista de Nevrologia e Psychiatria, Lisboa, 1888.
- A Tuberculose Pulmonar e o Clima de Altitude da Serra da Estrela. Imprensa Nacional, Lisboa, 1890.
- Costumes da Occidental Praia - Evolução de uma Lei no Período Metafísico, Físico e Moral (publicado bajo el pseudónimo de Zehobb Cêrvador). Tipografia da Companhia Nacional Editora, Lisboa, 1890.
- Discurso pronunciado na inauguração do Mausoléu Sobral na cidade da Guarda. Tipografia da Companhia Nacional Editora, Lisboa, 1894.
- Comemoração de Louis Pasteur, Discurso feito na Sociedade das Ciências Médicas de Lisboa. Tipografia Castro Irmão, Lisboa, 1895.
- Nosografia de Antero, in Antero de Quental, in Memoriam. Oporto, 1896.